# Phyllomacromia sylvatica
Phyllomacromia sylvatica là một loài chuồn chuồn ngô thuộc họ Corduliidae. Loài này có ở Kenya, Tanzania, và Uganda. Môi trường sống tự nhiên của nó là các khu rừng đất thấp ẩm nhiệt đới hoặc cận nhiệt đới và sông. Nó bị đe dọa do mất môi trường sống.